# Kościół Świętych Apostołów Piotra i Pawła w Wylatowie
Kościół św. Piotra i Pawła w Wylatowie – drewniana świątynia zbudowana w 1761 roku z fundacji Michała Kosmowskiego, opata klasztoru w Trzemesznie; konsekrowana dwa lata później. Jest to trójnawowa bazylika, rzadka wśród polskiej drewnianej architektury. Dekorowana w stylu barokowym i rokokowym. 
W kościele zachowały są także trzy późnogotyckie rzeźby, klasycystyczne organy oraz dwa obrazy z XIX wieku. W bocznej kruchcie umieszczona jest granitowa kropielnica z XV wieku, wyciosana z jednego bloku kamiennego na rzucie nieregularnego czworoboku.

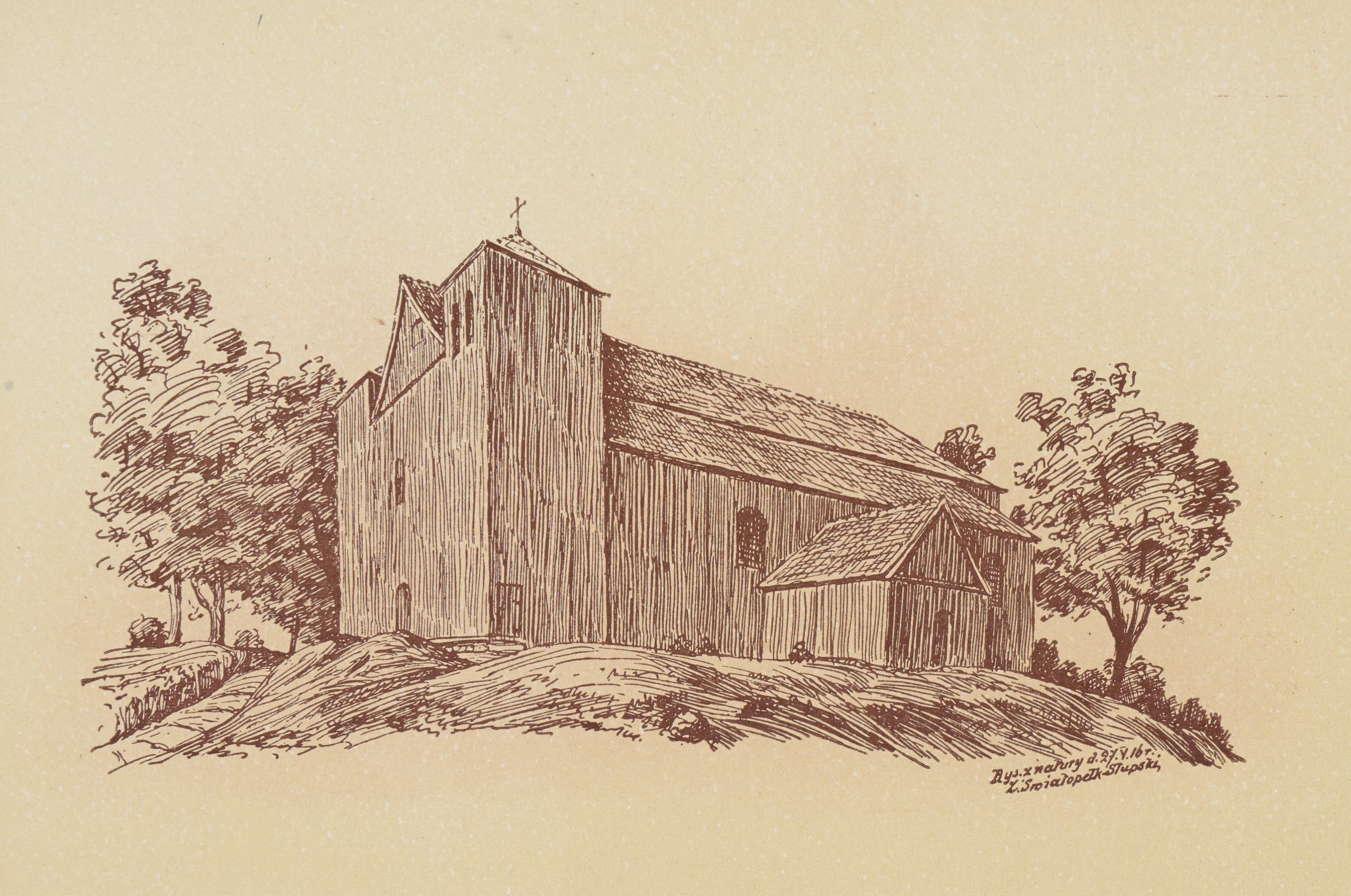
Kościół – 1916 rok

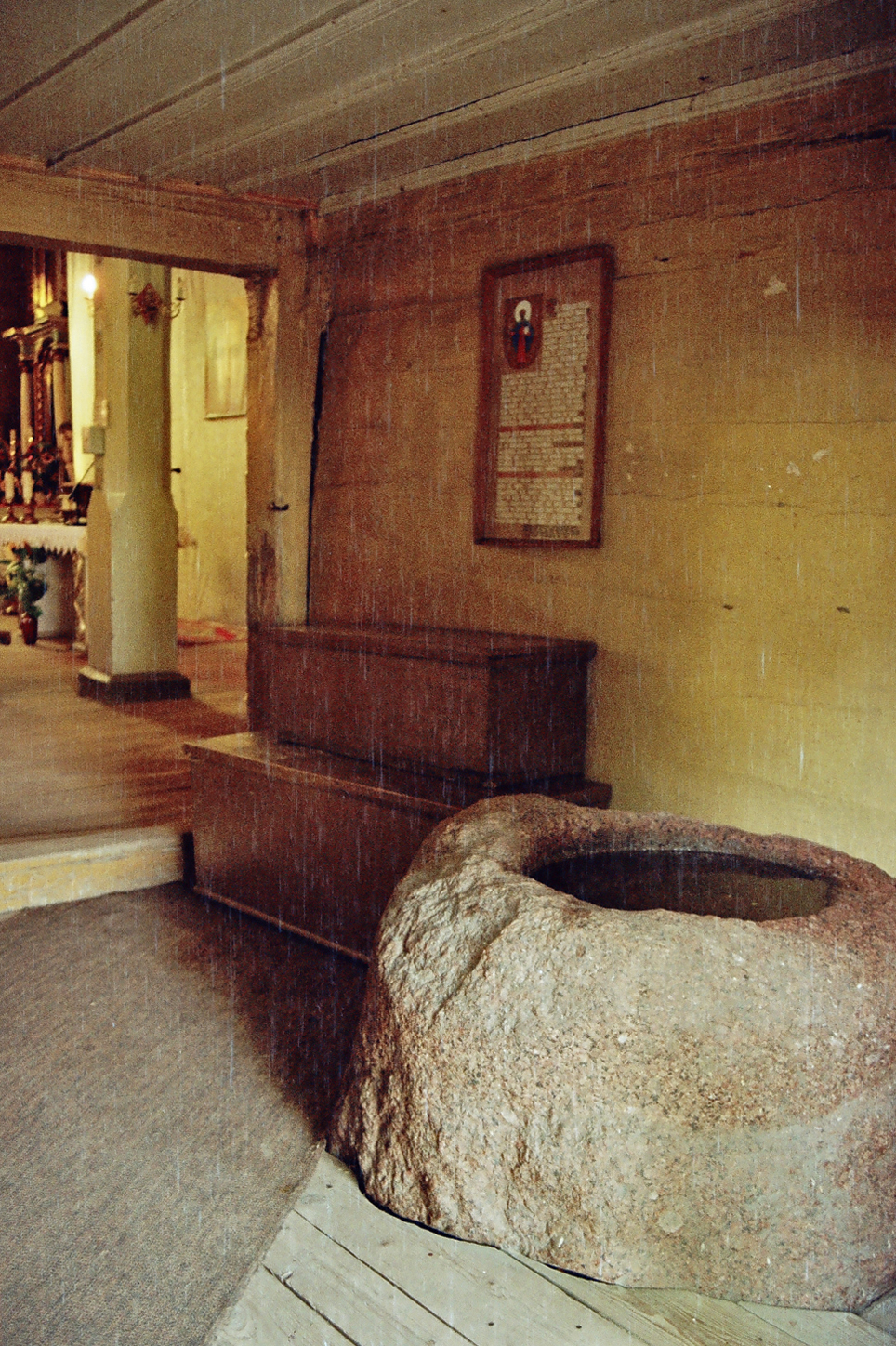
Monolityczna kropielnica w bocznej kruchcie kościoła